# William S. Burroughs Jr.
Ne doit pas être confondu avec William S. Burroughs, son père, ni avec William Seward Burroughs I, le grand père de ce dernier.
Pour les articles homonymes, voir Burroughs.
William S. Burroughs Jr. est un écrivain américain né le 21 juillet 1947 et mort le 3 mars 1981. Il est le fils de William S. Burroughs et Joan Vollmer.

## Biographie
William S. Burroughs Jr., surnommé Billy, est né au Texas en 1947. Ses parents sont alors tous deux toxicomanes. Le 6 septembre 1951, en voyage à Mexico, Burroughs père, ivre, tue accidentellement sa femme d'une balle en pleine tête alors qu'il essayait de reproduire la performance de Guillaume Tell en visant un verre qu'elle avait placé sur sa tête.  Sa mère décédée, son père en prison, le jeune William S. Burroughs Jr. est confié à ses grands-parents maternels. Vers 1960 il rejoint son père à Tanger mais cette tentative de renouer le contact est un échec, Burroughs père est en effet en pleine période hallucinatoire (c'est le moment de la publication du Festin nu).
À quinze ans, Burroughs Jr. blesse par balle un ami. Persuadé que celui-ci est mort et qu'il est un assassin comme son père le fut avec sa mère, il cherche à s'enfuir et est interné pour une courte période dans un hôpital psychiatrique à Saint-Louis. De retour chez ses grands-parents à Palm Beach, il devient addict aux amphétamines et a recours au vol d'ordonnances pour s'en procurer. Il est arrêté mais son passé tragique entraîne la clémence du juge qui le condamne toutefois à suivre une cure de désintoxication à l'hôpital-prison Federal Medical Center de Lexington.
Libéré sur parole en 1968, il s'installe en Floride et suit les enseignements de la Green Valley School à Orange où il rencontre sa femme, Karen Perry. Ils se marient  à  Savannah mais le mariage ne dure que jusqu'en 1974 en raison de l'alcoolisme de Burroughs. Ce dernier vit alors une période d'errance et rend visite à son père et à Allen Ginsberg à Boulder. En 1976 il est admis au Colorado General Hospital pour des vomissements de sang, il est atteint d'une cirrhose. Il subit une transplantation du foie par le docteur Thomas Starzl mais continue de boire.
Il retourne en Floride en 1981 et cesse de suivre son traitement anti-rejet. Il est retrouvé un matin gisant dans un fossé et meurt le lendemain. Il est incinéré puis ses cendres sont enterrées à Boulder.

### Traductions en français
- Kame Kaze (Kentucky Ham), Flammarion, 1975
- Speed, 13e Note éditions, 2009
- La dernière balade de Billy, 13e Note éditions, 2010

## Citations
« Un soir de fiesta, où tout le monde était rond ou défoncé, maman a voulu jouer les Guillaume Tell. Elle s’est posé sur le crâne une pomme, un abricot, une grappe de raisin, ou peut-être son fils et a défié mon père de tirer. Bill, pourtant très bon tireur, a brillamment raté son coup. Homicide involontaire, mort par hémorragie cérébrale. Arme : Colt 45. Voilà pourquoi je ne me souviens ni de notre appartement ni de ma mère. Y a-t-il un scientologue dans la salle ? »
William Burroughs Junior,  La dernière balade de Billy